# Uwe Nehls
Uwe Nehls (* 20. Jahrhundert) ist ein deutscher Biologe und Professor für Botanik an der Universität Bremen.

## Leben
Nehls studierte von 1981 bis 1987 Biologie an der Heinrich-Heine-Universität Düsseldorf und diplomierte bei Hanns Weiss mit einer biochemischen Arbeit unter dem Titel „Influence of growth phase and growth conditions on the activity of mitochondrial NAD(P)H:ubiqinone reductases in Neurospora crassa.“ Nehls blieb im Institut für Biochemie von Weiss und wurde 1993 für seine Arbeit „Inactivation of a subunit of the mitochondrial NAD(P)H: ubiqinone reductase in Neurospora crassa: Impact on assembly and function of the protein complex.“ promoviert. Bis 1995 arbeitete er als Postdoktorand bei Weiss sowie am Centre de Recherches Forestières des INRA in Champenoux in Frankreich.
Von 1995 bis 2001 war er Forschungsassistent an der AG Pflanzenphysiologie der Eberhard Karls Universität Tübingen unter Rüdiger Hampp und von 2001 bis 2008 Assistenzprofessor, ebenfalls in Tübingen. 2009 ging er nochmals als Wissenschaftler an das INRA Centre de Recherches Forestières und im selben Jahr wurde Nehls Professor für Botanik an der Universität Bremen.

## Forschungsgebiete
Nehls forscht zur Nitrataufnahme von Pflanzen und Pilzen und zum Metabolismus sowie zum Wasser- und Nährstofftransport von Pflanzen. Er lehrt in den Studiengängen des FB 02 und gehört dem Department für Ökologie (Filser, Diekmann, Hoffmeister) an.

## Belege
1. 1 2  Prof. Dr. Uwe Nehls, Homepage (Memento vom 8. Juni 2012 im Internet Archive) an der Universität Bremen.